# Porquenca Negra
Porquenca Negra es un cultivar de higuera de tipo higo común Ficus carica, unífera de higos de epidermis con color de fondo negro intenso con sobre color morado oscuro. Se cultiva en la colección de higueras de Montserrat Pons i Boscana en Llucmajor, Islas Baleares, España.

## Sinonimia
- „Porquenya Negra“ en Islas Baleares,[3][5][6]
- „Porqueña Negra“ en Islas Baleares

## Historia
Actualmente la cultiva en su colección de higueras baleares Montserrat Pons i Boscana, rescatada de un ejemplar o higuera madre en "Son Maimó" en el término de Felanich, en un terreno de cultivo de cereales. El ejemplar es muy viejo con falta de podas.
En cuanto al origen de su denominación, es por ser un higo poco dulce e insípido, que aunque es de los primeros en madurar, su abundante producción se utilizaba sobre todo para la alimentación del ganado porcino.

## Características
La higuera 'Porquenca Negra' es una variedad unífera de tipo higo común. Árbol de mediano desarrollo, follaje esparcido con ramas colgando, la parte central de la copa clareando, las hojas se concentran en los extremos de las ramas. Sus hojas con 3 lóbulos (20%) y con 1 lóbulo (30%). Sus hojas con dientes presentes y márgenes serrados, presentan una abundante pilosidad en el envés. Los higos 'Porquenca Negra' tienen una forma urceolada, un poco redondeados, grandes, con poca facilidad de desprendimiento. La yema apical es cónica verde anaranjado.
Los higos 'Porquenca Negra' son de unos 32 gramos en promedio, de epidermis delgada con mucha facilidad de pelado, de color de fondo negro intenso con sobre color morado oscuro. Ostiolo de 1 a 3 mm con escamas grandes rosadas. Pedúnculo de 3 a 9 mm cilíndrico rojizo. Grietas longitudinales escasas. Costillas poco marcadas. Con un ºBrix (grado de azúcar) de 22, poco dulce con sabor insípido, con firmeza media, con color de la pulpa rojo pálido. Con cavidad interna mediana, con muchos aquenios medianos. Los higos maduran sobre el 5 de agosto a 20 de  septiembre y de producción media. Son medianamente resistentes a la lluvia y a los rocíos.

## Cultivo  y usos
'Porquenca Negra', es una variedad de higo negro, en la que sus higos eran utilizadas como alimento de los cerdos cuando todavía no había higos maduros. Apto para secado. Buen rendimiento productivo . Se está tratando de recuperar su cultivo, de ejemplares cultivados en la colección de higueras baleares de Montserrat Pons i Boscana en Llucmajor.